# Oliver Skipp
Oliver William Skipp (født 16. september 2000) er en engelsk professionel fodboldspiller, som spiller for Premier League-klubben Leicester City.

## Klubkarriere

### Tottenham Hotspur
Skipp kom igennem ungdomsakademiet hos Tottenham Hotspur, og han fik sin professionelle debut med klubben den 31. oktober 2018 i en EFL Cup-kamp imod West Ham United.
Skipp blev i august 2020 udlejet til Norwich City for 2020-21 sæsonen. Han imponerede i løbet af lejeaftalen, og var i sæsonen med til, at Norwich vandt Championship. Han blev ved sæsonens udgang kåret som del af årets hold i ligaen.
Skipp fik sin chance på Tottenhams førstehold i 2021-22 sæsonen, og tilbragte de næste tre sæsoner som rotationsspiller i klubben.

### Leicester City
Skipp skiftede i august 2024 til Leicester City på en permanent aftale.

## Landsholdskarriere
Skipp har repræsenteret England på flere ungdomsniveauer.